# Элизий (нагорье)

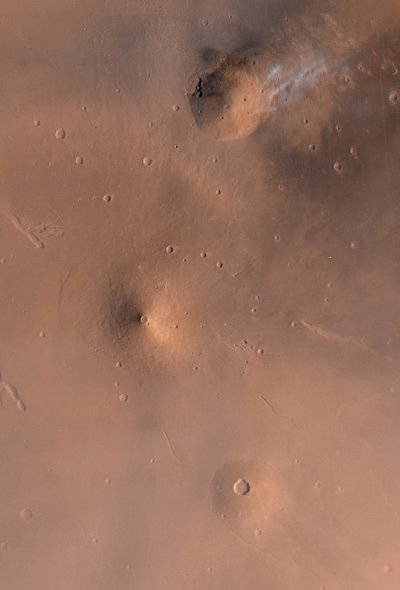
Вулканы нагорья Элизиум. Сверху вниз: купол Гекаты, гора Элизий, купол Альбор.

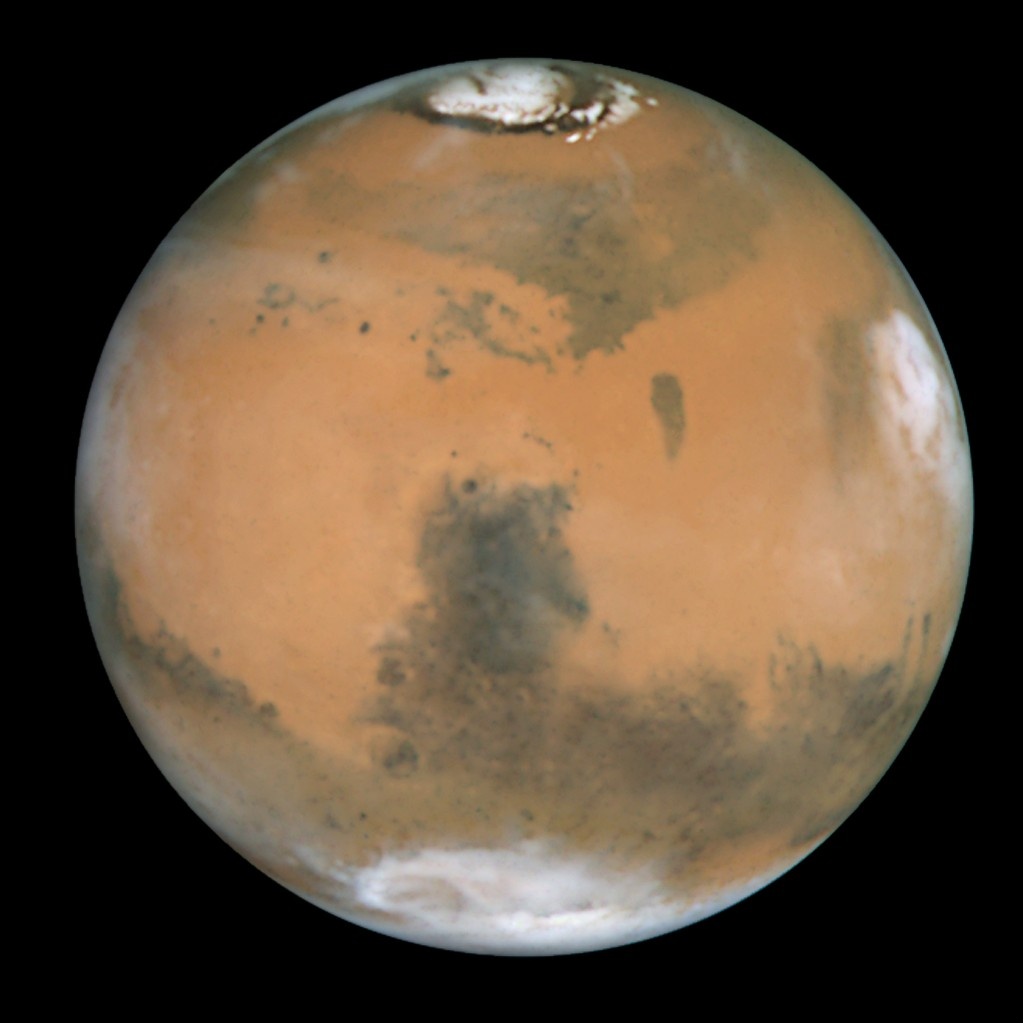
Элизий, покрытый облаками, — на правом краю. Снимок «Хаббла», 1999.

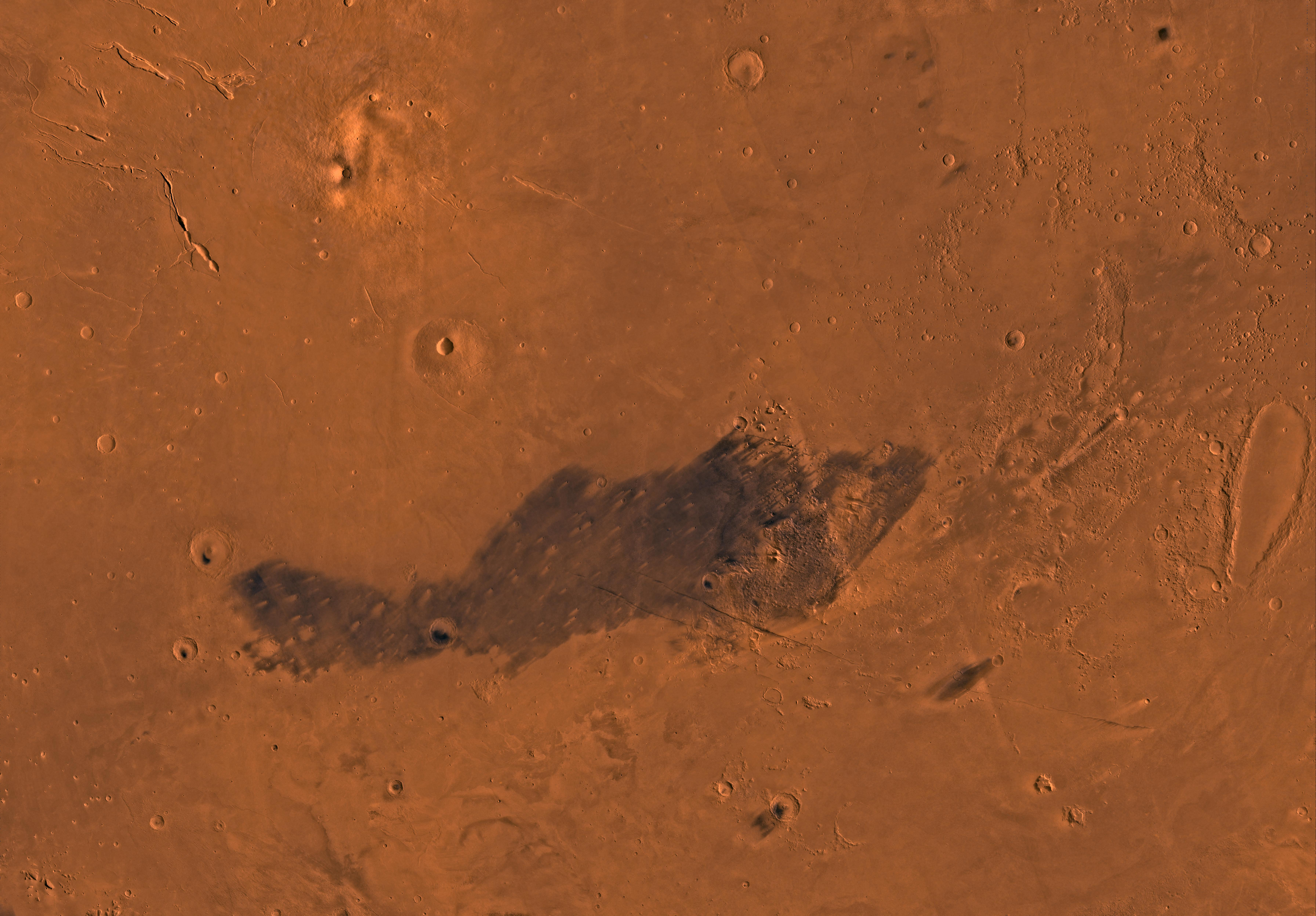
Мозаика снимков «Викингов». Крупное тёмное пятно соответствует описанным по наземным наблюдениям деталям альбедо Цербер и Распутье Харона. Вверху слева — гора Элизий и купол Альбор.

Нагорье Элизий — вулканический район на Марсе, второй по величине после провинции Фарсида. Диаметр — 1,5-2 тысячи километров, высота — около 5 км над окружающими равнинами. Центр нагорья расположен на горе Элизий, по координатам 25° с. ш. 147° в. д. / 25° с. ш. 147° в. д.. На нём (с севера на юг) расположены вулканы купол Гекаты, гора Элизий и купол Альбор.

## Название
Нагорье соответствует по положению светлой детали альбедо Элизий (лат. Elysium), именем которой и названо. Это название получили и ещё несколько деталей рельефа региона: борозды Элизий (Elysium Fossae), гора Элизий (Elysium Mons), каньон Элизий (Elysium Chasma), равнина Элизий (Elysium Planitia), уступ Элизий (Elysium Rupes) и цепочка Элизий (Elysium Catena). Сама же деталь альбедо получила имя райской страны Элизий в древнегреческой мифологии от Джованни Скиапарелли. Это название перекликается с названиями соседних деталей альбедо: Зефир (западный ветер; у Гомера Элизий лежал на западном краю света), Эвност («счастливое возвращение»), Галаксий (Млечный Путь), Гиблей (от знаменитой мёдом Гиблы на Сицилии), что делает Элизий «землёй молока и мёда». Рядом с ним расположена Этерия — страна Эфира.
Название нагорья не утверждено Международным астрономическим союзом (при этом название детали альбедо было утверждено в 1958 году). Ранее для нагорья предлагалось название «плато Элизий» (Elysium Planum). Изначально в номенклатуре МАС это нагорье объединялось с соседней низменностью под названием «равнина Элизий» (Elysium Planitia), но на современных картах МАС это название относится только к низменности.

## Описание
На нагорье доминируют 3 вулкана: купол Гекаты, гора Элизий и купол Альбор. Кроме них, извержения здесь происходили как минимум в 22 низких щитовых вулканах и в трещинах.
К юго-востоку от нагорья находится ещё один большой вулкан — лат. Apollinaris Mons. К северо-востоку от нагорья тянутся горы Флегра невулканического происхождения.
На юге нагорье граничит с равниной Элизий, на северо-западе — с равниной Утопия, на северо-востоке — с равниной Аркадия, на востоке — с равниной Амазония и патерой Орк.
Нагорье пересечено множеством борозд и долин (борозды Цербера (Cerberus Fossae), борозды Элизий (Elysium Fossae) и др.)

### Детали альбедо
С Земли нагорье выглядит как светлая пятиугольная деталь альбедо, известная как Элизий (лат. Elysium). Часто оно становится ещё ярче из-за орографических облаков.
На юго-восточном склоне нагорья расположена крупная тёмная деталь альбедо (впрочем, её видимость, как и у других деталей альбедо Марса, из-за переноса ветром пыли довольно изменчива; иногда она почти исчезает или распадается на 2-3 части). В XIX веке Джованни Скиапарелли описал её как канал Цербер (Cerberus) и лежащее на его северо-восточном конце Распутье Харона (Trivium Charontis). Эти названия фигурируют в номенклатуре деталей альбедо Марса до сих пор.

## Образование
Элизий имеет вулканическую природу. Это один из самых молодых вулканических районов Марса. Большая часть его поверхности имеет амазонийский возраст, в том числе значительная часть — позднеамазонийский (младше 600 млн лет). Возраст отдельных извержений в южной части нагорья оценивают лишь в несколько миллионов лет. Из трёх главных вулканов первым образовался купол Гекаты, затем — купол Альбор, а после этого — гора Элизий.

## Вулканы нагорья Элизий

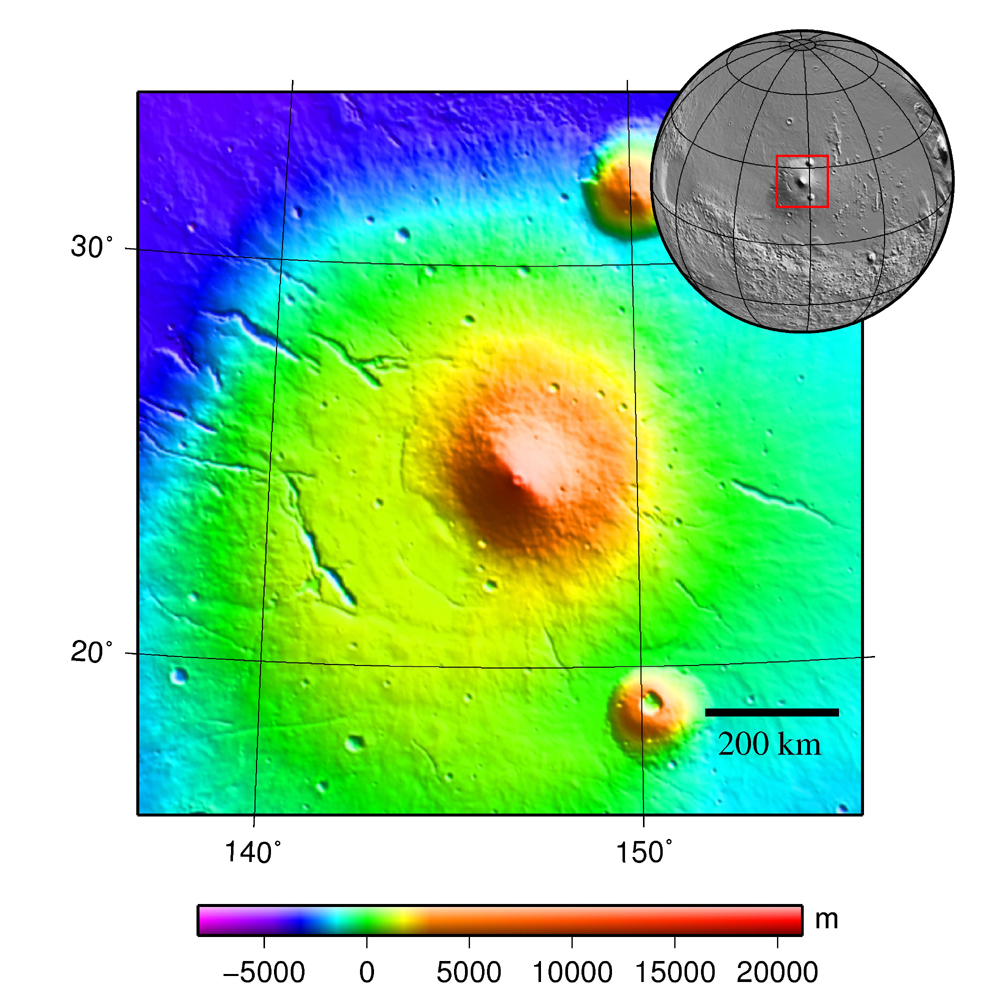
Карта высот горы Элизий (лат. Elysium Mons).
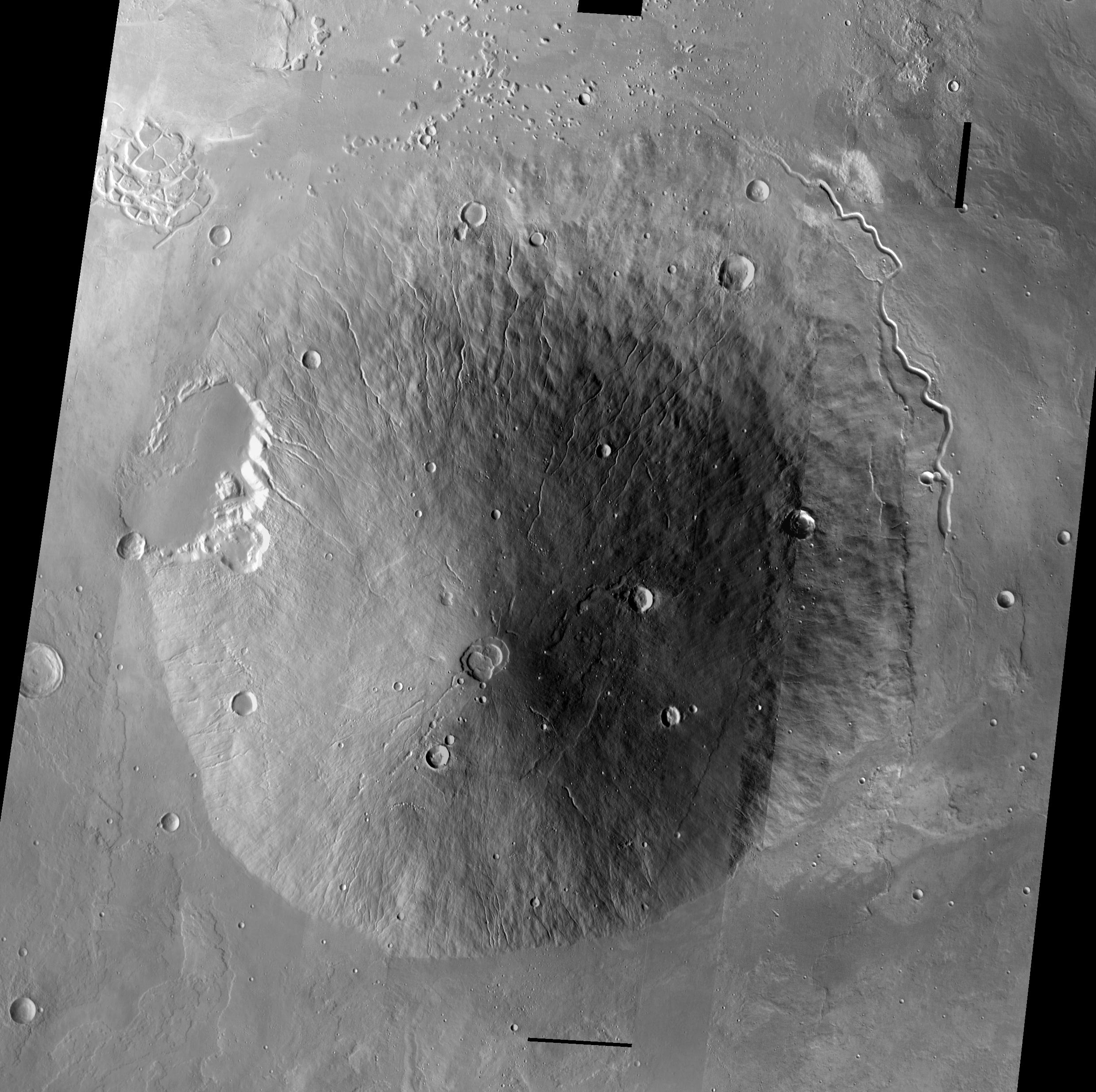
Купол Гекаты (Hecates Tholus)
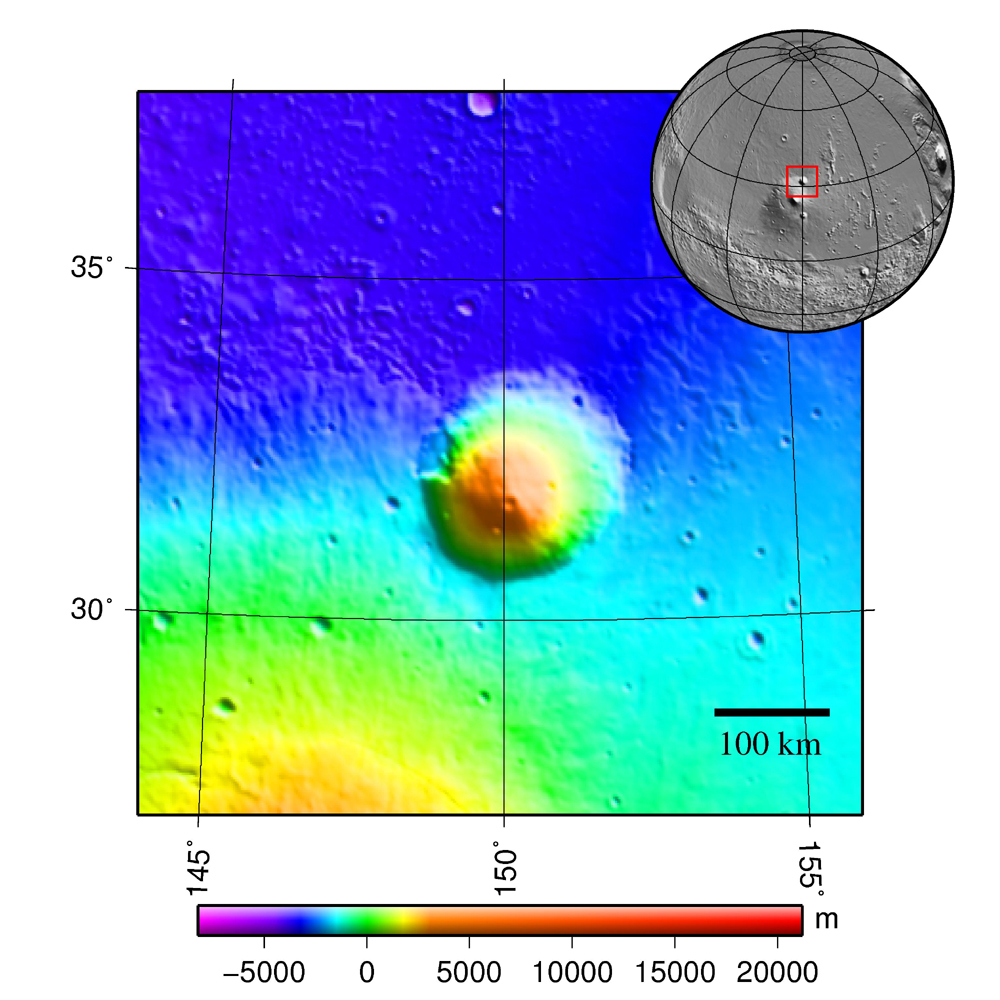
Карта высот купола Гекаты
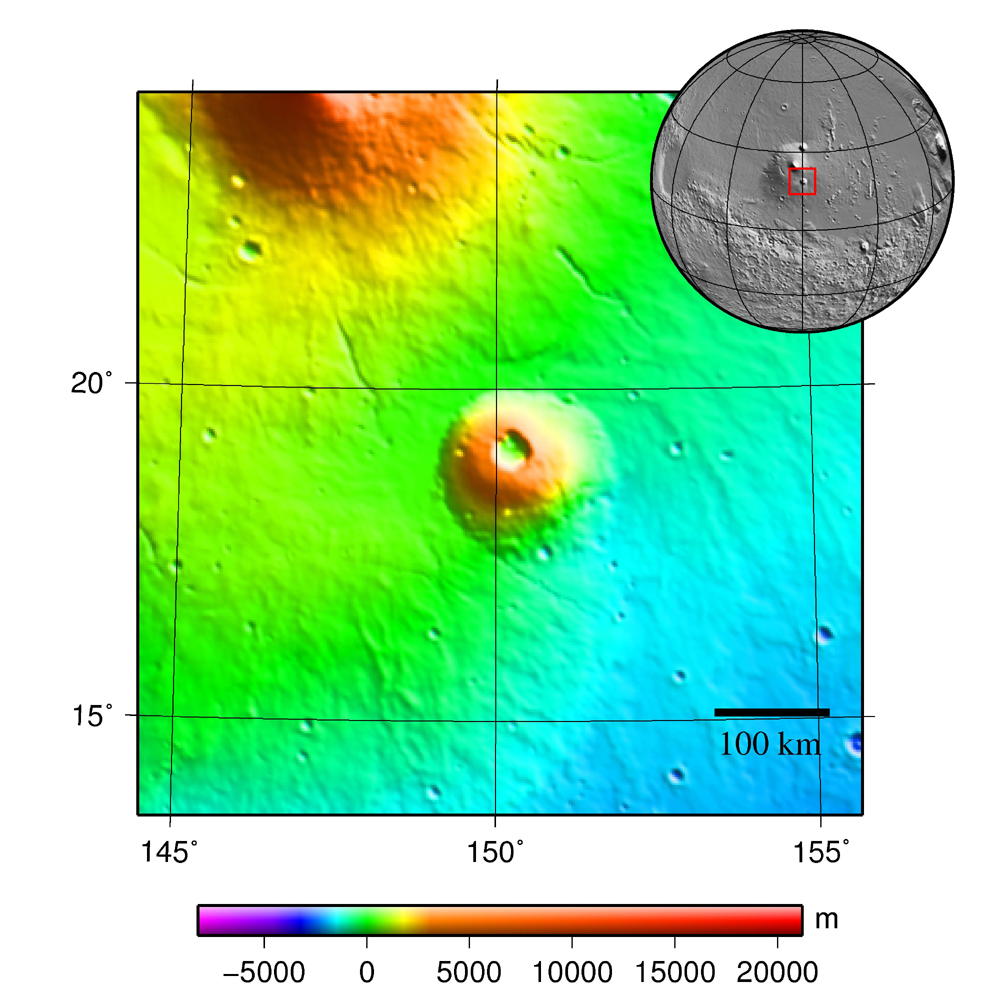
Карта высот окрестностей купола Альбор.

## Борозды нагорья Элизий

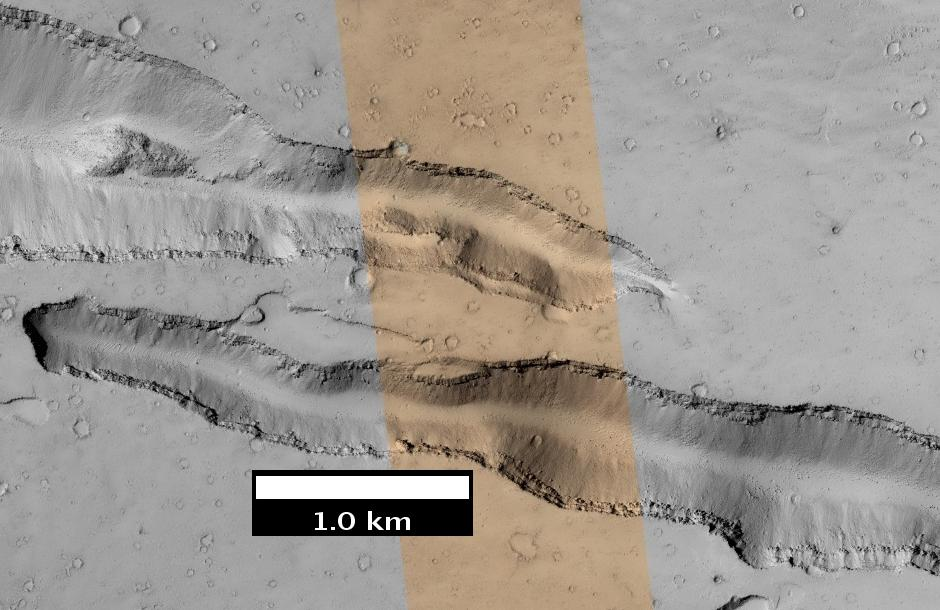
Борозды к востоку от купола Альбор, отснятые Марсианским разведывательным спутником в рамках проекта HiWish.
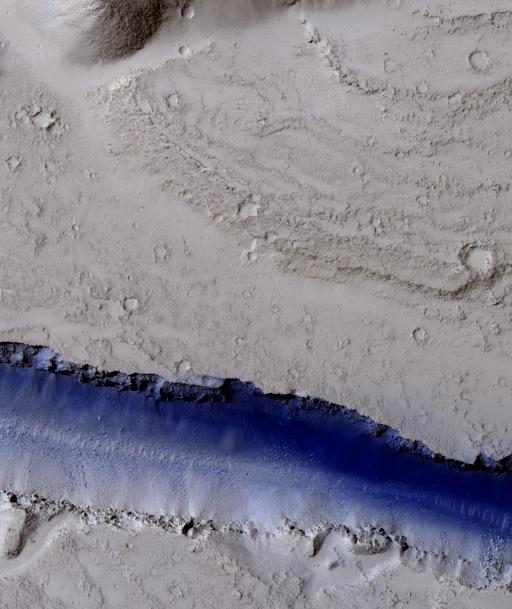
Часть борозд нагорья Элизиум. Голубой цвет отмечает области возможного сезонного выпадения инея.
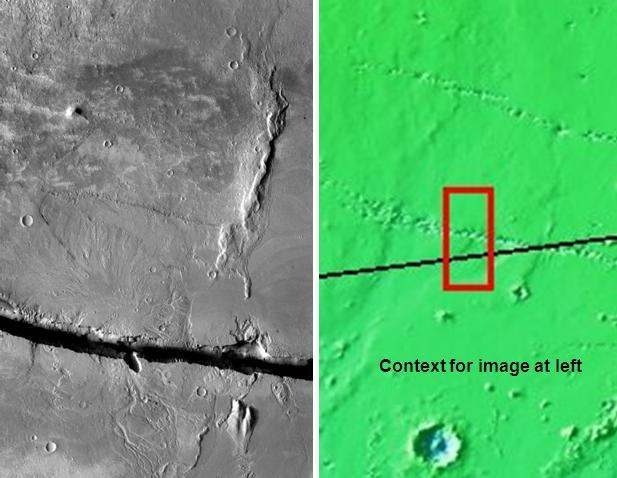
Борозды Цербера, снимок камеры THEMIS на спутнике «Марс Одиссей».
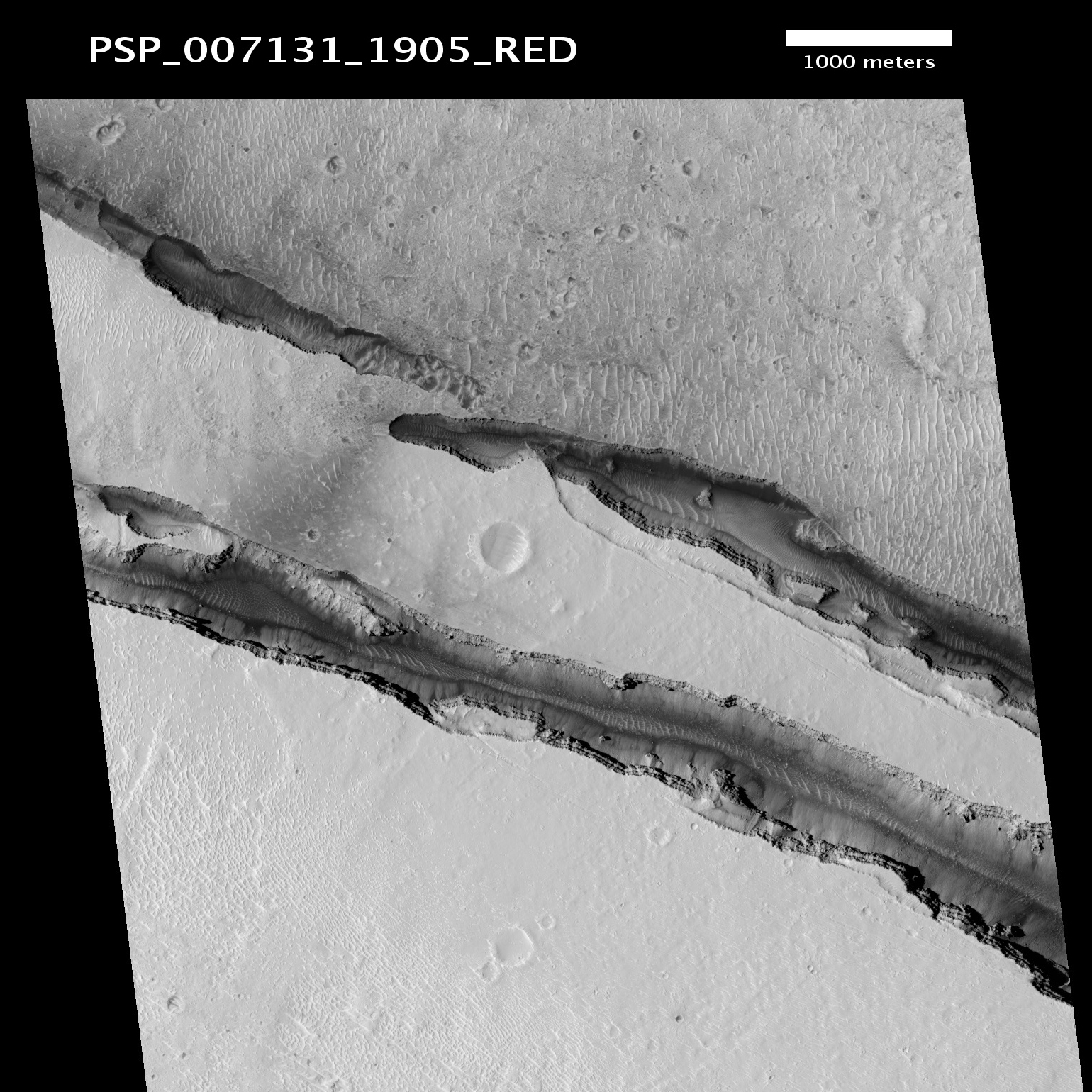
Борозды Цербера, снимок Марсианского разведывательного спутника.